# Gratisavis
En gratisavis er en hverdags-avis, der leveres uden omkostninger for læseren. I stedet finansieres avisen udelukkende gennem annoncer. Man skelner normalt mellem gratisaviser som husstandsomdeles og de, som læserne kan hente på fx stationer og ved busterminaler samt andre steder, hvor der færdes mange mennesker – en såkaldt trafikavis. Flere af de husstandsomdelte gratisaviser bliver ofte betegnet som indslag i den danske aviskrig, der er den mest anvendte betegnelse for en skærpelse af konkurrencesituationen på det danske avismarked gennem 2006.

## Gratisaviserne i Danmark
I Danmark er der flere trafikaviser. Den største er MetroXpress, som er landsdækkende. Nordjylland har desuden sin egen trafikavis. Før 11. august 2006 hed denne 10 minutter.  Derefter kom den til at hedde Centrum Morgen for siden hen at blive lagt sammen med 24Timer. I dag er 24Timer lagt sammen med MetroXpress som nu er den eneste trafikavis der er tilbage.
Nyhedsavisen var først til at lancere ideen om, at udsende en husstandsomdelt, landsdækkende gratisavis, men det var længe uvist hvornår denne ville komme på gaden. Dette skyldes blandt andet, at det 17. august 2006 blev meddelt, at avisens islandske ejere Dagsbrún efter et skuffende regnskab havde valgt at overdrage avisen til et nyoprettet investeringsselskab. Det blev dog siden hen oplyst, at Nyhedsavisen ville begynde at udkomme fra 6. oktober 2006. Af landsdækkende husstandsomdelte gratisaviser findes i øjeblikket Søndagsavisen, der dog kun er en ugeavis. Det Berlingske Officin begyndte den 16. august 2006 at husstandsomdele deres bud på en gratisavis. Denne bar navnet Dato'.  Dato fusionerede med Urban 19. april 2007, med Urban som den fortsættende avis. Den 17. august 2006 blev 24timer lanceret. 24timer fusionerede i maj 2008 med MetroXpress, men de udkommer fortsat som to selvstændige aviser. Nyhedsavisen gik ind i 2008, ligesom 24timer droslede ned for sin husstandsomdeling.
I Nordjylland lancerede Nordjyske Medier den 14. august 2006 sit bud på en husstandsomdelt gratisavis, der blev uddelt til omkring 65.000 husstande i Aalborg-området. Avisen hed Centrum Aften, og "hørte sammen" med trafikavisen Centrum Morgen. CentrumAften udkom – som navnet siger – ikke om morgenen, men i løbet af eftermiddagen. På Fyn delte Fyens Stiftstidende deres publikation Xtra ud.

## Kritik
Forbrugerrådet sælger Ingen gratisaviser tak-klistermærker som man kan sætte ved brevsprækken, med samme ide som Reklamer nej tak-klistermærker. Omdelerne er ikke ved lov forpligtede til at respektere klistermærkerne[kilde mangler]. 
Udover at nogle gerne vil være fri for gratisaviserne i deres postkasser,  har der været anden kritik nemlig den at holderne til aviserne ikke pynter i bybilledet. Mange steder er holderne bundet fast til træer, lygtepæle, vejskilte og standere til trafiklys, dette kan nogle steder vanskeliggøre passage med for eksempel barnevogne på fortovet, således at man kan være nødt til at bruge noget af cykelstien eller kørebanen for at passere.[kilde mangler]

## Udenlandske gratisaviser
- mX (Austrailen)
- Destak (Brasilien og Portugal)
- 24 Hours (Canada)
- 20 minutes (Frankrig)
- Le Matin Bleu (Frankrig)
- Direct Matin (Paris)
- Metro (Italien)
- Leggo (Italien)
- City (Italien)
- Metropolis Daily (Kina)
- Headline Daily (Kina)
- am730 (Kina)
- L'essential (Luxembourg)
- Point 24 (Luxembourg)
- The Sun (Malaysa)
- 24 sata (Serbien)
- my paper (Singapore)
- Today (Singapore)
- .ch (Tyskland)
- 20 Minuten (Tyskland)
- Baslerstab (Tyskland)
- Heute (Tyskland)
- News (Tyskland)
- Metro (England)
- City A.M. (London)
- The Evening Standard (London)
- thelondonpaper (London)
- London Lite (London)
- The Standard

## Amerikanske
- Burlingame Daily News
- Carson/South Bay Community News
- Chico Observer
- Daily Journal
- East Bay Daily News
- Los Gatos Daily News
- Our Local News
- Palo Alto Daily News
- Rancho Cucamonga/Ontario Community News
- Redwood City Daily News
- San Francisco Examiner
- San Mateo Daily News
- Santa Barbara Daily Sound
- Santa Monica Daily Press
- Aspen Times
- Colorado Daily
- Denver Daily News
- Grand Junction Free Press
- Post Independent
- Steamboat Today
- Summit Daily
- Telluride Daily Planet
- Vail Daily
- Washington Examiner
- Washington Express
- Tampa Bay Times
- Douglas Daily News
- RedEye
- Portland Daily Sun
- Baltimore Examiner
- Metro (avis i Boston)
- Las Vegas Community News
- The Berlin Daily Sun
- The Laconia Daily Sun
- The Conway Daily Sun
- Metro (avis i New York)
- Paterson Pulse
- SmartNews
- Metro (avis i Pennsylvania)
- Trib p.m.
- Bluffton Today
- The City Paper
- Quick

## Gratisaviser i Danmark

### Gratis dagblade
I kronologisk rækkefølge: 
- MetroXpress udkommer i dag som BT (fra 3. september 2001)
- Urban (fra 24. september 2001; lukket 12. januar 2012)
- Centrum Aften (fra 14. august 2006; lukket 29. juni 2007)
- Centrum Morgen (fra 14. august 2006)
- 24timer (fra 17. august 2006; lukket 22. marts 2013)
- Dato (fra 16. august 2006; lukket 19. april 2007)
- Nyhedsavisen (fra 16. oktober 2006; lukket 31. august 2008)

### Gratis ugeaviser
- Søndagsavisen (fra 1978)
- Århus Onsdag
- Amager Bladet
- Ugeposten

Aars Avis
Vesthimmerlands Avis

### Gratis aviser, der udkommer sjældnere end ugentligt
- Udvikling – Udvikling, Nyheder fra en tredje verden er Danidas gratisavis, der bringer nyheder om dansk udviklingsbistand.
- Bryggebladet